# Dagoberto Moll Sequeira
Dagoberto Moll Sequeira (Montevideo, 22 de juliol de 1927) fou un futbolista uruguaià de la dècada de 1950 i posteriorment entrenador.

## Trajectòria
El 1949 es traslladà a Galícia, passant la resta de la seva trajectòria futbolística majoritàriament a clubs gallecs i catalans. Defensà durant cinc temporades la samarreta del Deportivo de La Coruña, disputant 121 partits de lliga i formant part d'una recordada davantera que fou coneguda com l'Orquestra Canaro, que formà amb Rafael Franco, Tino, Corcuera i Oswaldo. També compartí vestidor al Deportivo amb Arsenio Iglesias. El 1954 fitxà pel FC Barcelona, club on només jugà una temporada (16 partits de lliga i 4 gols). Les dues següents temporades jugà als filials del club SD Espanya Industrial i CD Comtal, i a les darreries de la temporada 1956-57 ingressà al RCD Espanyol, club on només jugà 6 partits de copa en els quals marcà un gol. En els darrers anys com a futbolista defensà els colors de clubs com el Celta de Vigo, l'Elx CF o l'Albacete Balompié. El 26 de gener de 1955 jugà en la victòria per 6 a 2 de la selecció catalana de futbol enfront del FC Bologna. Moll feu dos gols. També jugà amb la selecció de l'Uruguai. Posteriorment fou entrenador. Començà aquesta etapa a l'Albacete Balompié, dirigint també entitats com el CE L'Hospitalet, el Girona FC, la SD Compostela, el Deportivo de La Coruña o el CD Tenerife. També fou entrenador a Mèxic.